# Pseudomiza amydra
Pseudomiza amydra là một loài bướm đêm trong họ Geometridae.